# Emil Holm
Emil Alfons Holm (Göteborg, 13 mei 2000) is een Zweeds voetballer die doorgaans als rechtervleugelverdediger speelt. Hij verruilde Spezia Calcio 1906 in de zomer van 2024 voor Bologna. Holm debuteerde in 2022 als international in het Zweeds voetbalelftal.

## Clubcarrière

### IFK Göteborg
Holm speelde in de jeugd bij Annebergs IF en kwam in 2012 op twaalfjarige leeftijd in de jeugdopleiding van IFK Göteborg terecht. Zeven jaar later, op 29 juni 2019, maakte Holm tegen Östersunds FK zijn debuut in het eerste van Göteborg. Hij speelde elf wedstrijden dat seizoen, waarvan drie in de basis. Het jaar erop was hij basisspeler en kwam hij in 26 van de 30 competitiewedstrijden in actie. Op 30 juli 2011 won hij met Göteborg de finale van de Zweedse beker tegen Malmö FF. Hij viel in de 82'ste minuut en hielp zijn team in de verlenging met 2-1 winnen. Op 8 november scoorde hij tegen Helsingborgs IF de enige goal van de wedstrijd en daarmee zijn eerste in het profvoetbal en voor Göteborg. Hij speelde 42 wedstrijden voor Göteborg, waarin hij goed was voor twee goals en vijf assists.

### SønderjyskE
In de winter van 2021 tekende Holm een vierjarig contract bij SønderjyskE. Op 7 februari maakte hij tegen Vejle BK zijn debuut voor SønderjyskE. Op 11 maart scoorde hij in de kwartfinale van de beker tegen Fremad Amager zijn eerste twee goals voor SønderjyskE. Hij stond op 13 mei opnieuw in een bekerfinale, maar verloor ditmaal met 4-0 van Randers FC. Op 27 augustus werd hij aangetrokken door Spezia Calcio 1906, maar hij werd gelijk voor dat seizoen opnieuw verhuurd aan SønderjyskE. In anderhalf jaar speelde Holm 44 wedstrijden voor SønderjyskE, waarin hij goed was voor acht goals en drie assists.

### Spezia
In de zomer van 2023 voegde Holm zich bij de selectie van Spezia, dat 300.000 euro voor hem betaald had aan SønderjyskE. Hij maakte op 6 augustus in de Coppa Italia tegen Como 1907 zijn debuut voor Spezia en debuteerde een week later ook in de competitie tegen Empoli FC. Op 17 september was hij als rechtervleugelverdediger in een 3-5-2 goed voor beide assists in een 2-1 overwinning op UC Sampdoria. Op 16 oktober scoorde hij tegen US Cremonese zijn eerste doelpunt voor Spezia. Hij miste een groot deel van de tweede seizoenshelft door een liesblessure, waarin Spezia uiteindelijk degradeerde naar de Serie B. Daardoor speelde hij 23 wedstrijden in zijn eerste seizoen voor Spezia. 

### Atalanta Bergamo
Op 31 augustus nam Atalanta Bergamo Holm voor een seizoen op huurbasis over van Spezia, voor een huursom van twee miljoen. In de overeenkomst was ook een optie tot koop opgenomen van 8,5 miljoen euro. Twee dagen later maakte hij tegen AC Monza zijn debuut voor de club. Op 21 september maakte Holm zijn debuut in de Europa League tijdens de met 2-0 gewonnen groepswedstrijd tegen Raków Częstochowa. Op 15 januari 2024 was hij tegen Frosinone Calcio (5-0 overwinning) goed voor zijn eerste doelpunt en assist voor Atalanta. Hij zag 22 mei vanaf de bank hoe zijn ploeggenoten Bayer Leverkusen met 3-0 versloegen in de finale van de Europa League. Hij speelde in totaal 32 wedstrijden voor Atalanta, waarna hij terugkeerde bij Spezia.  

### Bologna
In de zomer van 2024 nam Bologna Holm voor een bedrag van 7,7 miljoen euro over van Spezia. Op 28 september maakte hij, tegen zijn oude team Atalanta, zijn debuut voor de club. Op 27 november maakte hij tegen Lille zijn debuut in de Champions League. Op 15 januari 2025 maakte hij in een 2-2 gelijkspel tegen regerend landskampioen Internazionale zijn eerste doelpunt voor Bologna.

## Clubstatistieken
| Seizoen | Club               | Competitie  | Competitie | Competitie | Beker | Beker | Internationaal | Internationaal | Totaal | Totaal |
| Seizoen | Club               | Competitie  | Wed.       | Dlp.       | Wed.  | Dlp.  | Wed.           | Dlp.           | Wed.   | Dlp.   |
| ------- | ------------------ | ----------- | ---------- | ---------- | ----- | ----- | -------------- | -------------- | ------ | ------ |
| 2019    | IFK Göteborg       | Allsvenskan | 11         | 0          | 0     | 0     | —              | —              | 11     | 0      |
| 2020    | IFK Göteborg       | Allsvenskan | 26         | 2          | 4     | 0     | 1              | 0              | 41     | 2      |
| 2020/21 | SønderjyskE        | Superligaen | 14         | 3          | 4     | 2     | —              | —              | 18     | 5      |
| 2021/22 | SønderjyskE        | Superligaen | 25         | 3          | 1     | 0     | —              | —              | 26     | 3      |
| 2022/23 | Spezia Calcio      | Serie A     | 20         | 1          | 3     | 0     | —              | —              | 23     | 1      |
| 2023/24 | → Atalanta Bergamo | Serie A     | 22         | 1          | 3     | 0     | 7              | 0              | 32     | 1      |
| 2024/25 | Bologna            | Serie A     | 12         | 1          | 1     | 0     | 2              | 0              | 15     | 1      |
| Totaal  | Totaal             | Totaal      | 130        | 11         | 16    | 2     | 10             | 0              | 156    | 13     |

Bijgewerkt t/m 16 januari 2025.

## Interlandcarrière
Holm speelde in de jeugdelftallen van Zweden onder 17 en onder 19. In november 2022 werd hij voor het eerst geroepen voor Zweden. Hij debuteerde in een oefenwedstrijd tegen Mexico op 16 november. Op 12 september 2023 scoorde hij in de EK-kwalificatiewedstrijd tegen Oostenrijk zijn eerste doelpunt voor Zweden.

## Erelijst
| Competitie       | Aantal       | Jaren        |
| IFK Göteborg     | IFK Göteborg | IFK Göteborg |
| ---------------- | ------------ | ------------ |
| Svenska Cupen    | 1x           | 2020         |
| Atalanta Bergamo |              |              |
| Europa League    | 1x           | 2023/24      |

1 Skorupski ·
2 Holm ·
3 Posch ·
5 Erlić ·
6 Moro ·
7 Orsolini ·
8 Freuler ·
9 Castro ·
10 Karlsson ·
11 Ndoye ·
14 Iling-Junior ·
15 Casale ·
16 Corazza ·
17 El Azzouzi ·
18 Pobega ·
19 Ferguson  ·
20 Aebischer ·
21 Odgaard ·
22 Lykogiannis ·
23 Bagnolini ·
24 Dallinga ·
26 Lucumí ·
28 Cambiaghi ·
29 De Silvestri ·
30 Domínguez ·
31 Beukema ·
33 Miranda ·
34 Ravaglia ·
80 Fabbian ·
82 Urbański ·
Coach: Italiano